# Cardiaal-impressocultuur
De cardiaal-impressocultuur is een groep van verwante neolithische culturen die in het 7e millennium v.Chr. aan de oostkust van de Adriatische Zee, rondom het westelijke Middellandse Zeebekken (incl. Noord-Afrika) en de daarbinnen gelegen eilanden (met uitzondering van de Balearen en Pityusen) waren gevestigd.

## Benaming

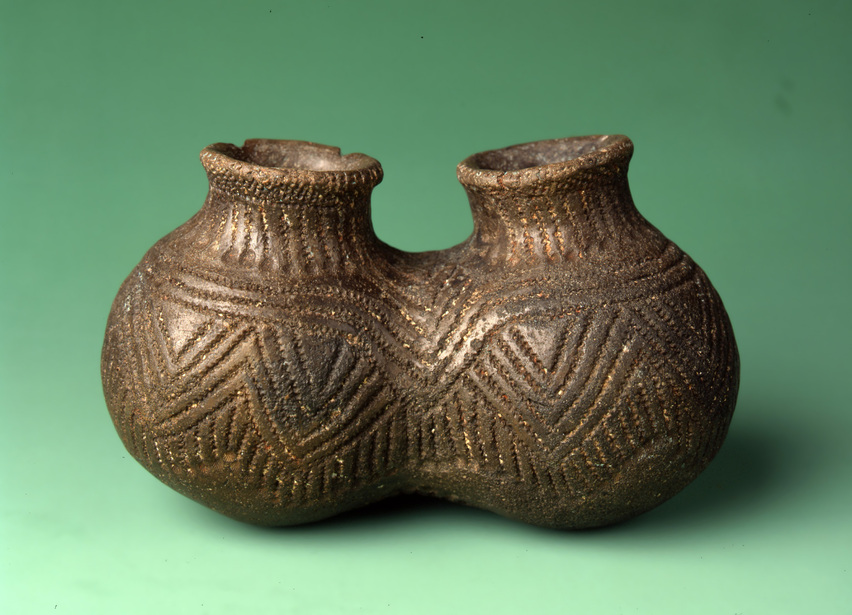
cardiaal-impressokeramiek uit Spanje

Ze werden genoemd naar de versieringstechniek van hun keramiek. Het overheersende element daarin was namelijk de stempelachtige afdrukken, die met een kokkel (Cardium edulis) werden gemaakt. Daarom werd deze cultuur eerst cardiaalcultuur genoemd. Daar er echter steeds meer keramiek werd gevonden die afdrukken bezat van andere objecten, werd de naam impressocultuur voorgesteld. Tot op vandaag worden beide benamingen naast elkaar gebruikt.
De oudste impressokeramiek vindt men vaak in hoogtes of holen (v.b. Gruta do Caldeirão bij Tomar, Portugal) en - enkele uitzonderingen daargelaten - niet ver landinwaarts. Ook in enige Portugese schelpenhopen bevinden zich scherven met veel zeldzame Cardium-indrukken, die ook in Algarve, in Alentejo en aan de Mondegomonding voorkomt. De homogeniteit van impressokeramiek onderscheidde zich van de meestal kleine (insulaire) postimpressoculturen.